# Canton de Saint-Pierre-d'Albigny
Pour les articles homonymes, voir Canton de Saint-Pierre (homonymie).
Le canton de Saint-Pierre-d'Albigny est une circonscription électorale française, située dans le département de la Savoie et la région Auvergne-Rhône-Alpes.

## Géographie
Dans sa version de 2014, le canton de Saint-Pierre-d'Albigny est une circonscription électorale française située la combe de Savoie à la confluence de l'Arc et de l'Isère et aux portes de la vallée de la Maurienne.
Il devient dès lors l'unique canton du département de la Savoie à avoir son territoire partagé sur deux arrondissements : l'arrondissement de Chambéry et l'arrondissement de Saint-Jean-de-Maurienne.

## Histoire
Dans le cadre du redécoupage cantonal de 2014, le canton de Saint-Pierre-d'Albigny s'agrandit en fusionnant avec les cantons voisins de Chamoux-sur-Gelon et de Aiguebelle, tout en se séparant de la commune de La Thuile qui intègre le canton de Saint-Alban-Leysse. Le nouveau canton remplace définitivement les territoires précédents à compter des élections départementales de 2015.

## Représentation

### Conseillers généraux (1861-2015)
| Période                                  | Période | Identité                       | Étiquette            | Qualité |
| ---------------------------------------- | ------- | ------------------------------ | -------------------- | --- |
| 1861                                     | 1864    | Claude François Perret         |                      | Médecin Maire de Saint-Pierre-d'Albigny (1860-....) |
| 1864                                     | 1883    | Auguste Millioz                | Républicain          | Notaire à Saint-Pierre-d'Albigny, conseiller d'arrondissement |
| 1883                                     | 1889    | Marquis William de la Chambre  | Conservateur         | Maire de Cruet |
| 1889                                     | 1907    | Jules Laurent-Guy              | Républicain          | Industriel à Saint-Pierre-d'Albigny |
| 1907                                     | 1931    | Joseph Delachenal              | Conservateur         | - Avocat - Maire de Saint-Pierre-d'Albigny |
| 1931                                     | 1937    | Henri Charrière                | Rad.                 | Vétérinaire à Saint-Pierre-d'Albigny, conseiller d'arrondissement |
| 1937                                     | 1940    | Joseph Delachenal              | Entente républicaine | - Avocat puis professeur à la Faculté libre de droit de Paris - Maire de Saint-Pierre-d'Albigny - Nommé membre de la Commission administrative départementale en 1941 - Nommé conseiller départemental en 1942 |
|                                          |         |                                |                      | |
| 1945                                     | 1951    | Marius Canton (1905-1983)      | SFIO                 | Cultivateur, Maire de Cruet |
| 1951                                     | 1976    | Jean Delachenal                | CNIP puis RI         | - Avocat - Député (1958-1973) - Maire de Saint-Pierre-d'Albigny |
| 1976                                     | 2001    | Michel Ménart                  | PS puis DVG          | - Médecin généraliste - Maire de Saint-Pierre-d'Albigny |
| 2001                                     | 2008    | Jean-Louis Boisson (1940-2014) | DVD                  | Maire de Cruet |
| 2008                                     | 2015    | Christiane Brunet              | DVD                  | Collaboratrice dans une entreprise de pépinière viticole Conseillère municipale de Saint-Pierre-d'Albigny |
| Les données manquantes sont à compléter. |         |                                |                      | |

### Conseillers d'arrondissement (1861-1940)
| Période                                  | Période      | Identité                    | Étiquette          | Qualité |
| ---------------------------------------- | ------------ | --------------------------- | ------------------ | --- |
| 1861                                     | 1864         | Auguste Millioz (1809-1884) |                    | Notaire, adjoint au maire de Saint-Pierre-d'Albigny                                                         |
|                                          |              |                             |                    | |
| 1871                                     |              | Gaspard Gex (1822-1892)     |                    | Notaire à Saint-Pierre-d'Albigny                                                                            |
|                                          |              |                             |                    | |
|                                          | 1896 (décès) | Pierre Perrière (1840-1896) |                    | Propriétaire à Saint-Jean-de-la-Porte                                                                       |
|                                          |              |                             |                    | |
| 1910                                     |              | M. Gayet                    | Libéral            | Maire de Saint-Pierre-d'Albigny                                                                             |
|                                          |              |                             |                    | |
| 1922                                     | 1928         | Joseph Chaisaz (1867-1937)  |                    | Greffier, maire de Saint-Pierre-d'Albigny                                                                   |
| 1928                                     | 1931         | Henri Charrière             | Radical            | Vétérinaire à Saint-Pierre-d'Albigny                                                                        |
| 1928                                     | 1934         | M. Basin                    | Républicain modéré | |
| 1934                                     | 1940         | Joseph Boisson              | Républicain modéré | Conseiller municipal de Saint-Pierre-d'Albigny                                                              |
| 1940                                     |              |                             |                    | Les conseils d'arrondissement ont été suspendus par la loi du 12 octobre 1940 et n'ont jamais été réactivés |
| Les données manquantes sont à compléter. |              |                             |                    | |

### Conseillers départementaux (depuis 2015)
| Période élective | Période élective | Mandat | Mandat   | Identité          | Nuance | Nuance | Qualité |
| ---------------- | ---------------- | ------ | -------- | ----------------- | ------ | ------ | --- |
| 2015             | 2021             | 2015   | 2021     | Christiane Brunet |        | DVD    | Conseillère municipale de Saint-Pierre-d'Albigny jusqu'en 2020 Vice-présidente du Conseil départemental (Lien social - enfance - famille - jeunesse PMI - coopération décentralisée) |
| 2015             | 2021             | 2015   | 2021     | Olivier Thévenet  |        | DVD    | Technicien Adjoint au Maire d'Argentine jusqu'en 2020 |
| 2021             | 2028             | 2021   | en cours | Christiane Brunet |        | DVD    | Conseillère sortante, 2ème Vice-Présidente |
| 2021             | 2028             | 2021   | en cours | Olivier Thévenet  |        | DVD    | Conseiller sortant |

### Résultats détaillés

#### Élections de mars 2015
À l'issue du 1er tour des élections départementales de 2015, deux binômes sont en ballottage : Christiane Brunet et Olivier Thevenet (DVD, 31,73 %) et Jacqueline Beauville et Jean-Marie Garcin (FN, 25,85 %). Le taux de participation est de 54,62 % (7 422 votants sur 13 588 inscrits) contre 48,82 % au niveau départemental et 50,17 % au niveau national.
Au second tour, Christiane Brunet et Olivier Thevenet (DVD) sont élus avec 67,42 % des suffrages exprimés et un taux de participation de 52,82 % (4 200 voix pour 7 168 votants et 13 571 inscrits).

#### Élections de juin 2021
Le premier tour des élections départementales de 2021 est marqué par un très faible taux de participation (33,26 % au niveau national). Dans le canton de Saint-Pierre-d'Albigny, ce taux de participation est de 36,46 % (5 083 votants sur 13 942 inscrits) contre 33,57 % au niveau départemental. À l'issue de ce premier tour, deux binômes sont en ballottage : Christiane Brunet et Olivier Thevenet (DVD, 53,23 %) et Yann Del Rio et Laetitia Mimoun (PCF, 26,84 %).
Le second tour des élections est marqué une nouvelle fois par une abstention massive équivalente au premier tour. Les taux de participation sont de 34,36 % au niveau national, 33 % dans le département et 34,99 % dans le canton de Saint-Pierre-d'Albigny. Christiane Brunet et Olivier Thevenet (DVD) sont élus avec 68,14 % des suffrages exprimés (3 120 voix pour 4 879 votants et 13 943 inscrits),,.

## Composition

### Composition avant 2015

Canton de Saint-Pierre-d'Albigny avant 2015, dans l'arrondissement de Chambéry.

Le canton de Saint-Pierre-d'Albigny regroupait cinq communes.
| Nom                                | Code Insee | Codepostal | Superficie (km2) | Population (dernière pop. légale) | Densité (hab./km2) |
| ---------------------------------- | ---------- | ---------- | ---------------- | --------------------------------- | ------------------ |
| Saint-Pierre-d'Albigny (chef-lieu) | 73270      | 73250      | 18,46            | 3 780 (2012)                      | 205                |
| Cruet                              | 73096      | 73800      | 10,06            | 1 030 (2012)                      | 102                |
| Fréterive                          | 73120      | 73250      | 11,01            | 512 (2012)                        | 47                 |
| Saint-Jean-de-la-Porte             | 73247      | 73250      | 16,01            | 871 (2012)                        | 54                 |
| La Thuile                          | 73294      | 73190      | 18,26            | 307 (2012)                        | 17                 |

### Composition depuis 2015
Lors du redécoupage de 2014, le canton de Saint-Pierre-d'Albigny comprenait vingt-six communes entières.
À la suite de la création de la commune nouvelle de Val-d'Arc au 1er janvier 2019, le canton comprend désormais vingt-cinq communes entières.
| Nom                                            | Code Insee | Intercommunalité      | Superficie (km2) | Population (dernière pop. légale) | Densité (hab./km2) | Modifier                                    |
| ---------------------------------------------- | ---------- | --------------------- | ---------------- | --------------------------------- | ------------------ | ------------------------------------------- |
| Saint-Pierre-d'Albigny (bureau centralisateur) | 73270      | CC Cœur de Savoie     | 18,46            | 4 175 (2022)                      | 226                | modifier les données · modifier les données |
| Aiton                                          | 73007      | CC Porte de Maurienne | 16,29            | 1 811 (2022)                      | 111                | modifier les données · modifier les données |
| Argentine                                      | 73019      | CC Porte de Maurienne | 28,03            | 952 (2022)                        | 34                 | modifier les données · modifier les données |
| Betton-Bettonet                                | 73041      | CC Cœur de Savoie     | 3,41             | 304 (2022)                        | 89                 | modifier les données · modifier les données |
| Bonvillaret                                    | 73049      | CC Porte de Maurienne | 8,88             | 144 (2022)                        | 16                 | modifier les données · modifier les données |
| Bourgneuf                                      | 73053      | CC Cœur de Savoie     | 6,48             | 667 (2022)                        | 103                | modifier les données · modifier les données |
| Chamousset                                     | 73068      | CC Cœur de Savoie     | 6,31             | 615 (2022)                        | 97                 | modifier les données · modifier les données |
| Chamoux-sur-Gelon                              | 73069      | CC Cœur de Savoie     | 10,63            | 961 (2022)                        | 90                 | modifier les données · modifier les données |
| Champ-Laurent                                  | 73072      | CC Cœur de Savoie     | 5,07             | 31 (2022)                         | 6,1                | modifier les données · modifier les données |
| Châteauneuf                                    | 73079      | CC Cœur de Savoie     | 6,99             | 922 (2022)                        | 132                | modifier les données · modifier les données |
| Coise-Saint-Jean-Pied-Gauthier                 | 73089      | CC Cœur de Savoie     | 10,38            | 1 306 (2022)                      | 126                | modifier les données · modifier les données |
| Cruet                                          | 73096      | CC Cœur de Savoie     | 10,06            | 1 042 (2022)                      | 104                | modifier les données · modifier les données |
| Épierre                                        | 73109      | CC Porte de Maurienne | 19,36            | 762 (2022)                        | 39                 | modifier les données · modifier les données |
| Fréterive                                      | 73120      | CC Cœur de Savoie     | 11,01            | 632 (2022)                        | 57                 | modifier les données · modifier les données |
| Hauteville                                     | 73133      | CC Cœur de Savoie     | 2,45             | 350 (2022)                        | 143                | modifier les données · modifier les données |
| Montendry                                      | 73166      | CC Cœur de Savoie     | 8,28             | 50 (2022)                         | 6,0                | modifier les données · modifier les données |
| Montgilbert                                    | 73168      | CC Porte de Maurienne | 9,53             | 115 (2022)                        | 12                 | modifier les données · modifier les données |
| Montsapey                                      | 73175      | CC Porte de Maurienne | 26,36            | 83 (2022)                         | 3,1                | modifier les données · modifier les données |
| Saint-Alban-d'Hurtières                        | 73220      | CC Porte de Maurienne | 19,40            | 387 (2022)                        | 20                 | modifier les données · modifier les données |
| Saint-Georges-d'Hurtières                      | 73237      | CC Porte de Maurienne | 11,85            | 409 (2022)                        | 35                 | modifier les données · modifier les données |
| Saint-Jean-de-la-Porte                         | 73247      | CC Cœur de Savoie     | 16,01            | 977 (2022)                        | 61                 | modifier les données · modifier les données |
| Saint-Léger                                    | 73252      | CC Porte de Maurienne | 11,06            | 256 (2022)                        | 23                 | modifier les données · modifier les données |
| Saint-Pierre-de-Belleville                     | 73272      | CC Porte de Maurienne | 7,46             | 176 (2022)                        | 24                 | modifier les données · modifier les données |
| Val-d'Arc                                      | 73212      | CC Porte de Maurienne | 14,21            | 2 009 (2022)                      | 141                | modifier les données · modifier les données |
| Villard-Léger                                  | 73315      | CC Cœur de Savoie     | 6,73             | 436 (2022)                        | 65                 | modifier les données · modifier les données |
| Canton de Saint-Pierre-d'Albigny               | 7318       |                       | 294,70           | 19 572 (2022)                     | 66                 | modifier les données                        |

## Démographie

### Démographie avant 2015
| 1962  | 1968  | 1975  | 1982  | 1990  | 1999  | 2006  | 2011  | 2012  |
| ----- | ----- | ----- | ----- | ----- | ----- | ----- | ----- | ----- |
| 4 100 | 4 138 | 4 057 | 4 463 | 5 232 | 5 758 | 6 247 | 6 455 | 6 500 |

### Démographie depuis 2015
En 2022, le canton comptait 19 572 habitants, en évolution de +3,96 % par rapport à 2016 (Savoie : +3,63 %, France hors Mayotte : +2,11 %).
| 2013   | 2018   | 2022   |
| ------ | ------ | ------ |
| 18 497 | 19 069 | 19 572 |